# 埃氏大鮈鱥
埃氏大鮈鱥（學名：Macrhybopsis etnieri），為輻鰭魚綱鯉形目雅羅魚科的其中一種，分布於北美洲美國阿拉巴馬州、喬治亞州西北部和田納西州最東南部的莫比爾河上游，包括卡哈巴河、庫薩河和塔拉普薩河流域，種名etnieri是以田納西大學動物學榮譽教授 David A. Etnier 博士的名字命名，因其對美國東南部魚類學和水生生物學的許多貢獻，本魚體細長且側扁，大眼睛，體長可達4.5公分，棲息在沙石底質、水流快速的溪流底中層水域，生活習性不明。